# Branchia potens
Branchia potens es una especie de arácnido  del orden Solifugae de la familia Ammotrechidae.

## Distribución geográfica
Se encuentra en Estados Unidos y México.